# Elecciones legislativas de Argentina de 1873
Las elecciones legislativas de Argentina de 1873 se realizaron el 1 de enero del mencionado año para agrandar la cantidad de bancas en la Cámara de Diputados de 50 a 86. Córdoba tuvo elecciones desfasadas el 27 de abril y Entre Ríos el 16 de marzo.

## Bancas a elegir
| Provincia           | Bancas | A elegir |
| ------------------- | ------ | -------- |
| Buenos Aires        | 25     | 15       |
| Catamarca           | 4      | 1        |
| Córdoba             | 11     | 5        |
| Corrientes          | 6      | 4        |
| Entre Ríos          | 7      | 5        |
| Jujuy               | 2      | —        |
| La Rioja            | 2      | —        |
| Mendoza             | 3      | —        |
| Salta               | 4      | 1        |
| San Juan            | 3      | 1        |
| San Luis            | 3      | 1        |
| Santa Fe            | 4      | 2        |
| Santiago del Estero | 7      | 3        |
| Tucumán             | 5      | 2        |
| Total               | 86     | 40       |

## Resultados por provincia
| Provincia           | Candidato                 | Votos     | Mandato   |
| ------------------- | ------------------------- | --------- | --------- |
| Buenos Aires        | Federico Pinedo           | 10.517    | 1873-1874 |
| Buenos Aires        | Luis Sáenz Peña           | 10.408    | 1873-1876 |
| Buenos Aires        | Santiago Alcorta          | 8.915     | 1873-1874 |
| Buenos Aires        | Aristóbulo del Valle      | 8.884     | 1873-1876 |
| Buenos Aires        | Manuel A. Montes de Oca   | 8.859     | 1873-1874 |
| Buenos Aires        | Emilio Conesa             | 8.956     | 1873-1876 |
| Buenos Aires        | Mariano Saavedra          | 8.593     | 1873-1876 |
| Buenos Aires        | Eugenio Cambaceres        | 8.540     | 1873-1876 |
| Buenos Aires        | Bernardo de Irigoyen      | 8.516     | 1873-1874 |
| Buenos Aires        | Carlos Pellegrini         | 8.184     | 1873-1874 |
| Buenos Aires        | Dardo Rocha               | 8.098     | 1872-1876 |
| Buenos Aires        | Vicente Fidel López       | 8.096     | 1872-1876 |
| Buenos Aires        | Manuel Arauz              | 7.957     | 1873-1876 |
| Buenos Aires        | Pedro Goyena              | 7.415     | 1873-1874 |
| Buenos Aires        | Luis Lagos García         | 6.735     | 1873-1876 |
| Buenos Aires        | Norberto de la Riestra    | 4.555     |           |
| Buenos Aires        | Eduardo Olivera           | 3.792     |           |
| Buenos Aires        | Víctor Martínez           | 3.711     |           |
| Buenos Aires        | Daniel M. Cazón           | 3.689     |           |
| Buenos Aires        | Mauricio González Catán   | 3.689     |           |
| Buenos Aires        | Norberto Quirno Costa     | 3.689     |           |
| Buenos Aires        | José Clemente Paz         | 3.614     |           |
| Buenos Aires        | Antonio Malaver           | 3.474     |           |
| Buenos Aires        | Manuel R. Frelles         | 3.310     |           |
| Buenos Aires        | Luis Augusto Huergo       | 3.196     |           |
| Buenos Aires        | Eduardo Carranza Viamonte | 3.066     |           |
| Buenos Aires        | Enrique A[...]            | 2.862     |           |
| Buenos Aires        | Leopoldo Basavilbaso      | 1.434     |           |
| Catamarca           | José E. Espeche           | Sin datos | 1873-1874 |
| Córdoba             | Juan B. del Campillo      | 4.652     | 1873-1876 |
| Córdoba             | Tristán Achával           | 4.563     | 1873-1876 |
| Córdoba             | Manuel Modesto Moreno     | 3.893     | 1873-1874 |
| Córdoba             | Luis Warcalde             | 2.871     | 1873-1876 |
| Córdoba             | Natal Crespo              | 2.399     | 1873-1876 |
| Córdoba             | Ramón Gil Navarro         | 2.159     |           |
| Córdoba             | Cleto Peña                | 1.825     |           |
| Córdoba             | Manuel Roman              | 1.711     |           |
| Córdoba             | Luis Vélez                | 76        |           |
| Córdoba             | Eusebio Ocampo            | 2         |           |
| Córdoba             | Gerónimo Cortez           | 1         |           |
| Córdoba             | Cayetano Lozano           | 1         |           |
| Córdoba             | David Luque               | 1         |           |
| Córdoba             | Alejo Carmen Guzmán       | 1         |           |
| Córdoba             | Antonio del Viso          | 1         |           |
| Corrientes          | Emilio Díaz               | 1.288     | 1873-1874 |
| Corrientes          | Genaro Figueroa           | 1.213     | 1872-1876 |
| Corrientes          | Felipe Cabral             | 1.175     | 1873-1876 |
| Corrientes          | Manuel Derqui             | 1.083     | 1872-1876 |
| Corrientes          | Ramón Larrachaga          | 855       |           |
| Corrientes          | José G. López             | 764       |           |
| Corrientes          | Juan J. Méndez            | 634       |           |
| Corrientes          | Francisco Ferreyra        | 466       |           |
| Corrientes          | Juan Madariaga            | 434       |           |
| Corrientes          | Valentín Virasoro         | 350       |           |
| Corrientes          | Victorio Torrent          | 350       |           |
| Corrientes          | Eudoro D. de Vivar        | 349       |           |
| Corrientes          | Juan B. Martínez          | 349       |           |
| Corrientes          | Nicanor Molinas           | 332       |           |
| Corrientes          | Fidel S. Coria            | 231       |           |
| Corrientes          | Fulgencio A. Méndez       | 205       |           |
| Corrientes          | Tiburcio G. Fonseca       | 62        |           |
| Corrientes          | Gregorio Pampín           | 3         |           |
| Corrientes          | Juan V. Crespo            | 3         |           |
| Corrientes          | Juan Vicente Pampín       | 2         |           |
| Corrientes          | Florentino Real           | 2         |           |
| Corrientes          | Juan M. Quiroz            | 2         |           |
| Corrientes          | Francisco Barrios         | 1         |           |
| Corrientes          | Manuelino Loza            | 1         |           |
| Corrientes          | Eugenio Obregón           | 1         |           |
| Corrientes          | Teófilo Ocantos           | 1         |           |
| Corrientes          | Luis Leirós               | 1         |           |
| Corrientes          | Juan Gandulfo             | 1         |           |
| Corrientes          | Antonio Ladola            | 1         |           |
| Corrientes          | Lisandro Segovia          | 1         |           |
| Corrientes          | Telésforo Díaz            | 1         |           |
| Corrientes          | Filemón Soliz             | 1         |           |
| Corrientes          | Manuel Loza               | 1         |           |
| Corrientes          | Francisco Martínez        | 1         |           |
| Corrientes          | Plácido Martínez          | 1         |           |
| Corrientes          | Ramón D. de Vivar         | 1         |           |
| Corrientes          | Mariano Castellanos       | 1         |           |
| Corrientes          | Bautista Chamorro         | 1         |           |
| Corrientes          | Daniel Artaza             | 1         |           |
| Corrientes          | Paulino Cardoso           | 1         |           |
| Entre Ríos          | Onésimo Leguizamón        | 4.582     | 1873-1874 |
| Entre Ríos          | Ángel María Donado        | 4.582     | 1873-1874 |
| Entre Ríos          | Ángel Elías               | 4.509     | 1873-1874 |
| Entre Ríos          | José María Ortiz          | 4.271     | 1873-1874 |
| Entre Ríos          | Juan José Álvarez         | 4.077     | 1873-1874 |
| Entre Ríos          | Miguel M. Ruiz            | 809       |           |
| Entre Ríos          | Romualdo Retamal          | 70        |           |
| Entre Ríos          | Eduardo Legarreta         | 3         |           |
| Salta               | Eliseo J. Outes           | 2.666     | 1873-1874 |
| San Juan            | Estanislao S. Tello       | Sin datos | 1873-1876 |
| San Luis            | Pablo Pruneda             | 1.166     | 1873-1876 |
| San Luis            | Jacinto Videla            | 608       |           |
| San Luis            | Juan Barbeito             | 1         |           |
| Santa Fe            | Aureliano Argento         | Sin datos | 1873-1876 |
| Santa Fe            | Manuel María Zavalla      | Sin datos | 1873-1876 |
| Santiago del Estero | Octavio Gondra            | 2.247     | 1873-1874 |
| Santiago del Estero | Fenelón Lezama            | 2.206     | 1873-1874 |
| Santiago del Estero | Juan Mendilaharzu         | 2.016     | 1873-1876 |
| Santiago del Estero | Eusebio García            | 415       |           |
| Santiago del Estero | Benigno Carol             | 75        |           |
| Santiago del Estero | Alfonso Montenegro        | 18        |           |
| Santiago del Estero | Pío Montenegro            | 9         |           |
| Santiago del Estero | Daniel Soria              | 1         |           |
| Santiago del Estero | Belisario Sibilat         | 1         |           |
| Tucumán             | Sixto Terán               | 1.883     | 1873-1876 |
| Tucumán             | Miguel Nougués            | 1.477     | 1873-1874 |
| Tucumán             | Vicente García            | 177       |           |
| Tucumán             | Próspero García           | 177       |           |

1. ↑  Renunció el 10 de mayo de 1875, se realizan nuevas elecciones el 8 de agosto de 1875.
2. ↑  Renunció el 17 de septiembre de 1874, se realizan nuevas elecciones el 8 de agosto de 1875.
3. ↑  Renunció el 18 de mayo de 1874, se realizan nuevas elecciones el 8 de agosto de 1875.
4. ↑  Electo para completar el mandato de José María Cantilo (1872-1876). Dardo Rocha renunció el 25 de junio de 1874, se realizan nuevas elecciones el 8 de agosto de 1875.
5. ↑  Electo para completar el mandato de Mariano Acosta (1872-1876).
6. ↑  Falleció el 7 de diciembre de 1874, no fue reemplazado.
7. 1 2  Electo luego de la postergación de la elección general de 1872.
8. ↑  Diploma no aceptado por la Cámara de Diputados, lo reemplaza Juan M. Garro en 1874.
9. ↑  Renunció el 4 de junio de 1875, no fue reemplazado.